# 太陽ケア
太陽ケア（たいようケア、1975年11月18日 - ）は、アメリカ合衆国の元男性プロレスラー。ハワイ州ホノルル出身。本名・旧リングネーム：マウナケア・モスマン（Maunakea Mossman）。

## 来歴

### ジュニアヘビー級時代
高校時代はレスリングやアメリカンフットボールで活躍。
1994年6月、ハワイ在住のロード・ブレアーズ（当時PWF会長）を介し、ハワイを訪れていたジャイアント馬場に直訴し、全日本プロレスに入門した。1994年11月26日、マウナケア・モスマンの本名で、三重・津市体育館での志賀賢太郎戦でデビューした。シングル初勝利は1995年1月24日の志賀戦であった。
1996年7月7日にはロブ・ヴァン・ダムと組み、アジアタッグ王座に初挑戦した。
1997年8月22日には後楽園ホールで世界ジュニアヘビー級王座に初挑戦、小川良成を破り初戴冠を果たした。

### ヘビー級転向 - 「太陽ケア」に改名
1998年6月にヘビー級転向を目指すため、王座を返上した。
8月22日から始まった恒例の試練の七番勝負ではプロレス四天王には勝利できなかったものの、ウルフ・ホークフィールド、ジャイアント・キマラ、ジョニー・スミスには勝利し、3勝4敗の好成績を残す。だが、この時期マッチメイク権を手にしていた三沢光晴に「体はブヨブヨで、オフになると道場に残らずにハワイに帰ってしまう」と酷評され、そのためかトップクラスにはほとんど絡めない時期が続いた。
2000年になると、バーニング（第1次）を離脱した秋山準にタッグパートナーとして指名されチームを結成（秋山軍）、飛躍のきっかけをつかむが数ヶ月後に選手大量離脱が発生。モスマンは全日本プロレスに残留したが、ほかの秋山軍メンバーは離脱した。8月20日には公募によりリングネームを本名の「マウナケア・モスマン」から現在の「太陽ケア」に変更する。
2001年1月14日、スミスと組んで川田利明&渕正信組と世界タッグ王座決定戦を行い、これに勝利して第43代王者となった。

### 武藤敬司との出会い
1月28日に東京ドームで行われたジャイアント馬場三回忌追悼興行で武藤敬司と頭髪をかけて初対決を行う。敗れはしたものの、お互いに認め合った両者は2月18日に両国でBATTを結成した。
3月3日には、史上最年少で天龍源一郎の持つ三冠ヘビー級王座に初挑戦したが敗れた。
10月22日に武藤とのタッグで世界タッグ王座を奪取、10月28日に福岡国際センターで行われた初のIWGPタッグ王座とのダブルタイトル戦で藤波辰爾&西村修組に勝利し、史上初の同時戴冠タッグとなる。また、年末の恒例の世界最強タッグ決定リーグ戦でも優勝した。
2002年には小島聡とタッグを組み、世界最強タッグ個人2連覇を達成するものの右膝前十字靭帯断裂の重傷を負い、長期欠場を余儀なくされた。

### RO&D、みんなの太陽から暗黒の太陽へ
2004年1月2日に復帰。この時TAKAみちのくからの勧誘を受け、外国人軍団RO&Dに参加する。ケアもヒールとなり、「みんなの太陽」から「暗黒の太陽」と呼ばれるようになった。
7月10日、プロレスリング・ノア東京ドーム大会に武藤と組んで参戦し、三沢&小川組と対戦した。ケアはフォールを奪われたものの、三沢と武藤の初対戦ばかりが注目される中で健闘ぶりを見せた。かつてケアを酷評した三沢も、そのレベルアップぶりを認めた。
2005年1月16日、大阪府立体育会館でジャマールと組んで棚橋弘至&吉江豊組と世界タッグ王座決定戦を行い勝利し、第51代王者となった。
2月5日、日本武道館で行われたジャイアント馬場七回忌追悼興行では、馬場に敬意を表してリングネームを本名の「マウナケア・モスマン」に戻した。

### 悲願のCC制覇、三冠王座奪取
2006年、チャンピオン・カーニバル2006にて諏訪魔を破り、悲願の初優勝。
その勢いのまま7月3日、大田区体育館で小島を下し三冠ヘビー級王座の第34代王者となる。なお、外国人選手としては史上5人目の三冠王座栄冠となった。試合後、ケアは川田を第一挑戦者に指名し、「川田さん、俺が王道だ!」と自ら宣言した。
8月27日、両国国技館で初めての川田超えを達成して初防衛に成功する。試合後、川田から「王道がどうのこうの言ってるけど王道を語れるのは馬場さんだけだ。俺と一緒でお前なりの王道をリングで刻んでいけ。頼んだぞ。」と声をかけられた。
9月3日、札幌メディアパーク・スピカでCCでは勝利した鈴木みのるとの防衛戦に挑むも敗れ王座から陥落した。

### 低迷 - GURENTAI結成
2007年1月4日、ケアは東京ドームのレッスルキングダムにて全日本プロレス代表として新日本プロレスの棚橋の保持するIWGPヘビー級王座に挑戦したが、敗れた。
2月17日、両国大会において川田と世界タッグ王座を奪取。
7月29日、金沢大会で小島の椅子攻撃を食らい、2112部上顎骨歯槽骨骨折、上唇裂傷、11歯亜脱臼で全治1か月の重傷を負った。
8月26日、両国大会で川田とのタッグで小島&TARUの世界タッグ王座戦に強行出場するも敗北。
2008年3月1日、両国大会で川田とのタッグで武藤&棚橋組と対戦するも敗北。この試合で首を負傷。
3月12日、後楽園大会でジョー・ドーリングと組んで小島&TARU組と対戦したが、この試合で再び首を強打してしまい敗れた。試合後、TARUがケアに対してVOODOO-MURDERS入りへの勧誘をするが、これを頑なに拒否した。
チャンピオン・カーニバル2008では全敗し、ケアはTARUから再三VMへの勧誘を受けていたが、4月20日の開幕戦に答えを出すと発言した。試合では得意のTKO34thでブードゥーマスクを下したが、試合後の武藤との握手は拒否した。その後、TARUが歩み寄ったがそれも拒否。突然出てきた鈴木、東京愚連隊との共闘を選択し、GURENTAIを結成した。テーマ曲もボニー・タイラーの「Holding Out for a Hero」に変更した（ただし今までの「T・K・O」のテーマも併用している）。このテーマ曲を変更したことについて同じGURENTAIの鈴木は、「ほら、ケアのやる気がテーマ曲にも現れているだろ!」と感想を述べ、その後GURENTAIの鈴木、高山善廣のテーマ曲も「Holding Out for a Hero」をバックにして、それぞれのテーマ曲の節（鈴木の場合「風になれー」高山の場合「アーッ（掛声）」）を所々で取り入れる新アレンジのテーマ曲が登場した。
それから波に乗り、鈴木と共に武藤、ドーリングの持つ世界タッグ王座への挑戦を表明、その査定試合として元アジアタッグ王者の佐々木健介、中嶋勝彦の親子タッグと激突し、これに勝利。世界タッグ王座挑戦が決定した。
そして6月28日、王者組を下して見事、自身6度目の世界タッグ王者に君臨した。

### 超党派軍
2008年8月、当時諏訪魔の保持していた三冠ヘビー級王座に挑戦するも、60分時間切れ引き分けで王座は獲得ならなかった。その後も、鈴木とのタッグで着実に世界タッグ王座を防衛し続けていた。2009年7月5日、武藤&河野真幸との防衛戦で勝利するも、左月状骨の背側脱臼及び手根間靭帯断裂により休場となった。およそ半年後の最強タッグで復帰するが、優勝を逃し翌年の2010年でも武藤&船木誠勝に破れ王座を手放すことになる。
その後は、鈴木が2010年チャンピオン・カーニバルを連覇したことによりGURENTAIが解散して、ケアも本隊へと戻って活動していたが浜亮太を下して三冠ヘビー級王者に返り咲いた鈴木の呼びかけにより船木、曙らと超党派軍を結成した。7月4日、曙とのハワイアンタッグで世界タッグ王座を戴冠する。
2011年10月23日に秋山準が諏訪魔から三冠ヘビー級王座を奪取する。ケアは王座奪回に最初に名乗りをあげ、2011年11月27日のノアの有明コロシアム大会にて挑戦するがスタンディングでのフロントネックロックに敗れ、王座奪取に失敗した。
2012年からは若手の専任コーチに就任、カズ・ハヤシとともに団体の若手選手の育成にもあたることになった。
2012年4月21日から5月7日にかけて行われたチャンピオン・カーニバルでは、Bブロックに入る。真田聖也に敗れ、岡林裕二（大日本プロレス）に引き分けるも、2位で決勝トーナメントに進出。準決勝では新日本プロレスの永田裕志と対戦し、後頭部への蹴りからのスクールボーイで丸め込んで決勝へ進んだ。そして決勝では序盤で諏訪魔の痛めている首を集中的に攻め、中盤からは終盤にかけての諏訪魔の畳みかけをしのぎ切り、最後は初公開のタイガードライバー'91を口火に逆に畳み掛け、最後にTKOを決めて6年振りに優勝を決めた。

### スポット参戦 - 引退
2013年1月3日の後楽園大会を最後に、ハワイ大学で経営学を学ぶためにケアの長期休業が発表された。2013年1月2日、1月3日の新春シャイニングシリーズでは壮行試合が行われ、2日にはGURENTAI、3日にはRO&Dがそれぞれ1日限定で復活した。
その後、同年6月に全日本プロレスの選手が大量離脱したため長期休業を変更し、学業のスケジュールや体調面を調整しながらスポット参戦をすることとなった。
2014年3月2日、WRESTLE-1両国大会に武藤のパートナーXとして登場した。同年6月よりWRESTLE-1 TOUR 2014 To The IMPACTと両国大会の参戦が決定した。
2015年1月31日に行われた故ジャイアント馬場十七回忌追善興行では、再び全日本プロレスに参加している。
2016年4月20日、ケアは曙が立ち上げた「王道」に正式所属、旗揚げ戦に参加する。
2017年10月9日、全日本プロレス後楽園ホール大会に参戦。同年の世界最強タッグ決定リーグ戦にドーリングとのチームで参戦が発表された。
2023年6月15日、全日本プロレス後楽園ホール大会および6月17日、大田区体育館大会に参戦。
2025年1月31日、ジャイアント馬場の命日に後楽園ホールで行われた「ジャイアント馬場没25年追善〜太陽ケア引退試合〜木原文人リングアナデビュー35周年記念大会」をもって引退。

## 人物
- 高校時代に2年連続でレスリングのハワイ州王者になった他、少年時代に空手、ボクシングを経験している。趣味では、柔術も習っている（紫帯取得）。
- ジャイアント馬場を非常に尊敬している。大量離脱時に全日本プロレスに残るか否かの決断は、離脱するメンバーも残留するメンバーも仲間であると非常に悩んだが、馬場のおかげで今の自分があるとして残留する道を選んだ。先輩の秋山は馬場から帝王学を学んだが、ケアは「誰とでも試合が出来るようになれ」との教えを受けたことから研究を積み重ね、ケアは相手がどんなスタイルでも対応出来ることを誇りにしている。
- 2006年のチャンピオン・カーニバル初優勝時には、大量離脱後にともに苦難を乗り越えてきた渕正信と抱き合って喜びを爆発させた。三冠奪取時にはRO&Dのメンバー全員で歓喜を爆発させ、TAKAはケアの晴れ姿に涙を流していた。
- かつて、ケアのコーチだった現ノアの小川とは、未だに連絡を取り合うほど大変仲が良い。
- 22歳で世界ジュニア王座、26歳で世界タッグ王者とどちらも史上最年少（当時）で輝いた。
- 7度戴冠した世界タッグ王座、3度制覇した世界最強タッグ決定リーグ戦はいずれもすべてタッグパートナーが異なる。

## 得意技

### フィニッシュ・ホールド
TKO（太陽・ケア・オリジナル）
ファイヤーマンズキャリーの体勢で担いだ相手の足を跳ね上げ自分の前、もしくは横サイドにみちのくドライバーIIのように開脚ジャンプした自身の股の間に落としていく。ハリケーンドライバーとほぼ同型。以前はケアのメインのフィニッシュムーブだったが、後述のTKO34thの開発により使用回数がやや減った。
TKO34th（太陽・ケア・オリジナル・サーティーフォース）
2006年に川田との三冠ヘビー級王座防衛戦に向けてTKOを発展させた技。34thの名称は開発時、ケアが34代三冠王者であったことに由来。
ファイヤーマンズキャリーの体勢で相手を肩に担いだ相手の足を跳ね上げ、相手の頭を抱え込みながらエメラルド・フロウジョンのように横サイドに落としていく。現在のところ、ケアの最上位フィニッシュムーブ。
ハワイアン・スマッシャー
ファイヤーマンズキャリーの体勢で相手を担ぎ上げ、その状態からダイヤモンド・カッターを決める技。マーク・メロのTKO（ただし、ケアが使用する同名技とは形式が異なる。）と同型。若手時代から愛用しているフィニッシュムーブだったものの、2000年代中盤以降は若手以外の対戦ではほとんどピンフォールが取れない。前はハワイアン・クラッシャーという名前だったが、ケアがインタビューでその名称は誤使用であることを指摘した。開発当初は相手を落とすときにスタナーの形で決めていたが、尾骶骨を骨折したことがあり、徐々にダイヤモンド・カッターの形に変更されていった。
H5O（ハワイアン・ファイブ・アウト）
相手をアルゼンチン・バックブリーカーの体勢で担ぎ上げた状態からダイヤモンド・カッターを掛ける。リバース式のハワイアン・スマッシャー。三冠ヘビー級王座を獲る決め手になった技。中西学のヘラクレス・カッターとほぼ同じ型で、公開時期もほぼ同じである。
波乗りスープレックス
コブラクラッチをかけた状態から真後ろに投げるスープレックス技。ジョニー・エースのコブラクラッチ・スープレックスと同じ技で、エースから受け継いだ。
波乗り落とし
コブラクラッチ式の河津落とし。いわゆるミリオンダラー・バスター。
相手の上半身をコブラクラッチに捕らえたあとに相手の左足に右足を引っ掛け、相手もろとも後ろに倒れ込んで相手の後頭部をマットに打ち付ける。

### 投げ技
シットダウン・パワーボム
相手を持ち上げてから少しタメを作って落とす。第34代三冠ヘビー級王者時代の川田との防衛戦では、ジャンプしない通常型のパワーボムを繰り出しパワーボムを得意とする川田から勝利した。
タイガードライバー'91
2012年チャンピオン・カーニバル決勝戦にて、諏訪魔の勢いを止めるために繰り出した。以後も畳み掛けるときに使用する。
開脚式タイガードライバー'91
2004年のプロレスリング・ノア東京ドーム大会で、GHCタッグ王座に挑戦する武藤のパートナーを決める嵐とのシングル戦のフィニッシュ技として初公開。GHCタッグ王者の三沢光晴を意識した技で、三沢の秘密兵器的な技・タイガードライバー'91をアレンジしたもの。通常のタイガードライバー'91は着地するときは正座のように両膝を曲げて着地するが、両足を前方に開脚して広げ、尻餅を着くように着地する態勢で繰り出した。
ハリケーン・スパイク
勢いよく相手に飛びついてから決めるスウィング式DDT。若手時代のケアのフィニッシュムーブ。
ハリケーンクランチ
バックドロップの体勢で相手を担ぎ上げ、相手の体を離すと同時に自分の体を反転させながら相手の胴を片腕で抱え込んでそのままマットへ倒れこみ、相手を背面からマットへ叩き付ける。ケアのオリジナル技であるが、2010年以降は殆ど使用していない。
垂直落下式ブレーンバスター
頭部から落とす形のブレーンバスター。
フランケンシュタイナー
ジャンプし、相手の頭に足を挟み一回転し丸め込む技。この他にも雪崩式も仕様する。RO&D時代では、雪崩式の際にR・O・D・ブイヤーと叫んでから放った。
タイガー・スクリュー
腕へのドラゴンスクリュー。
河津落とし
ケアの師でもある馬場の得意技で、ケアも馬場を意識して使用している。中盤の繋ぎ技としての使用が多い。

### 打撃技
ランニング・ニー・バット
RO&D加入初期のケアのフィニッシュムーブ。ニー・ブレス（怪我した膝を防護するための防具）を着けた膝で相手の顔面を蹴り込む。ニー・プレスには細工をしていたとも言われていた。
サンケアキック
左ミドルキック→右ローキック→延髄への左ジャンピングヒールキックからなるコンビネーションキック。相手を3度蹴ることから、数字の3と太陽（SUN）ケアを掛けて命名した。
ゼロ戦キック
若手時代のケアの得意技。
ラリアット
ケアのラリアットは、相手を対角線に振っておいての串刺しジャンピング・エルボーから流れるようにロープに走り込み仕掛けるムーブが特徴的。尻餅状態の相手にロープの反動を利用して浴びせ倒すように放ったこともある。
各種キック

### 押さえ込み技・サブミッションなど
スクールボーイ（横入り式エビ固め）
ケアの丸め込み技のひとつ。ケアはこの技で佐々木健介に勝利したこともある。
カーフ・クラッシャー
変形の回転足4の字固め。
ジャイアント・バックブリーカー
スタンディングでコブラクラッチを決めた状態でそのまま片足立ちの状態になり、自分の立てた膝に相手の背中を当ててコブラクラッチと同時に背骨折りを決める技。ケアの師でもある馬場の技で、ケアも馬場を意識して使用している。中盤の繋ぎ技としての使用が多い。

## タイトル歴
全日本プロレス
- 三冠ヘビー級王座（第34代）
- 世界ジュニアヘビー級王座（第18代）
- 第43・45・47・51・52・55・57代世界タッグ王座 : 7回（パートナーはジョニー・スミス→武藤敬司→小島聡→ジャマール→川田利明→鈴木みのる→曙）
- チャンピオン・カーニバル優勝（2006年、2012年）
- 世界最強タッグ決定リーグ戦優勝（2001年、2002年、2004年）（パートナーは武藤敬司→小島聡→ジャマール）
- 新春ジュニアヘビー級バトルロイヤル優勝（1997年、1998年）
- 新春ヘビー級バトルロイヤル優勝（2013年）

新日本プロレス
- 第42代IWGPタッグ王座（パートナーは武藤敬司）

武藤敬司の新日本プロレス退団により返上。
HCW
- HCWケカウリキ・タッグ王座（パートナーはジャマール）

プロレス大賞
2008年度プロレス大賞 最優秀タッグチーム賞（鈴木みのるとのタッグ）

## 入場テーマ曲
- Like Like Hwy（Pacific Coast Jam、作曲：角松敏生）
- SUN（鈴木修）
- Rainbow
- TKO
- HOLD OUT SUN（鈴木修）
- Sleep Now in the Fire（レイジ・アゲインスト・ザ・マシーン）